# Вергас (Минесота)
Вергас (енгл. Vergas) град је у америчкој савезној држави Минесота.

## Демографија
По попису из 2010. године број становника је 331, што је 20 (6,4%) становника више него 2000. године.
| Група             | 2000.       | 2010.       |
| Белци             | 302 (97,1%) | 328 (99,1%) |
| Афроамериканци    | 1 (0,3%)    | 1 (0,3%)    |
| Азијати           | 0 (0,0%)    | 0 (0,0%)    |
| Хиспаноамериканци | 3 (1,0%)    | 1 (0,3%)    |
| Укупно            | 311         | 331         |